# Wetlina (rzeka)
Wetlina (Wetlinka) – rzeka w Bieszczadach Zachodnich; prawy, największy dopływ Solinki.
Wetlina ma źródła pod Przełęczą Wyżną (ok. 840 m n.p.m.), w górnym odcinku (powyżej wsi Wetlina) płynie przez Bieszczadzki Park Narodowy, a dalej przez Ciśniańsko-Wetliński Park Krajobrazowy. W dolnym biegu, aż do ujścia, objęta jest rezerwatem Sine Wiry. Odcinek od źródła do ujścia Górnej Solinki bywa nazywany Wetlinka; niektóre źródła nazwę tę rozszerzają nawet na całą rzekę.

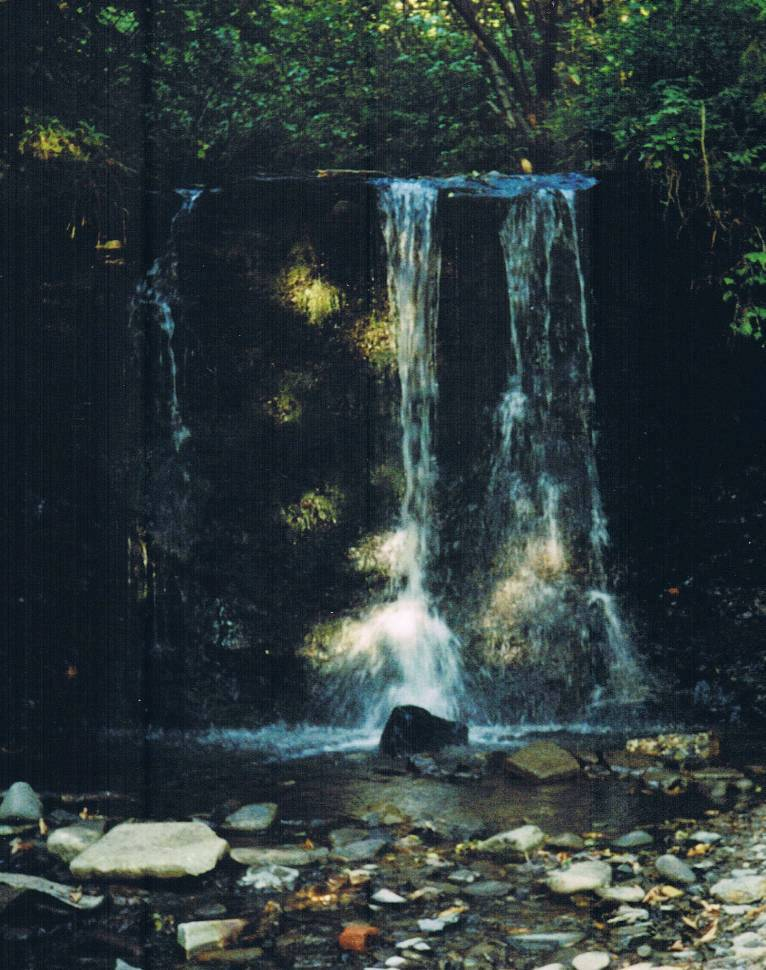
Wodospad w Starym Siole

Od źródła płynie na zachód pomiędzy pasmami Połoniny Wetlińskiej oraz Działu. Następnie wpływa do miejscowości Wetlina, gdzie z lewej strony wpada do niej Górna Solinka. Skręca na północny zachód i przepływa przez wsie: Wetlina, gdzie w części zwanej Stare Sioło tworzy kilkumetrowy wodospad, oraz Smerek, oddzielając swą doliną pasmo graniczne od masywu Połoniny Wetlińskiej i Smereka. Potem zmienia kierunek na północny, wpływając pomiędzy masyw Smereka i opadający z niego na północ grzbiet Siwarnej, a grupę Falowej i Czereniny. Płynie tak przez Kalnicę, nieistniejące już: Jaworzec, Ług a także Zawój i osiąga rezerwat Sine Wiry. Niegdyś istniało tutaj Szmaragdowe Jeziorko powstałe w 1980 r. w wyniku zejścia osuwiska ze stoku Połomy, obecnie już zamulone. Skręcając ostatecznie na zachód, uchodzi do Solinki w pobliżu miejscowości Polanki (ok. 480 m n.p.m.). 
Wetlina, w miejscu ujścia prowadzi więcej wody, jednak ze względu na charakter koryta przyjmuje się Solinkę za ciek główny.
W widłach Wetlinki i jej dopływu – potoku Kalnica stwierdzono występowanie rzadkiego w Polsce gatunku paproci nerecznica grzebieniasta.